# (33926) 2000 LC27
2000 LC27 (asteroide 33926) é um asteroide da cintura principal. Possui uma excentricidade de 0.19881260 e uma inclinação de 7.65883º.
Este asteroide foi descoberto no dia 6 de junho de 2000 por LONEOS em Anderson Mesa.